# Иессе (царь Картли)
Иессе (груз. იესე; Али Кули-Хан (груз. ალიყული-ხანი); 1680—1727) — царь Картли (1714—1716, 1724—1727). Сын Левана (ум. 1709), брата картлийского царя Георгия XI, и княжны Тинатин Авалишвили.

## Биография
С 1705—1714 год был на службе у персидского шаха Солтана Хусейна. Боролся с восставшими афганцами сначала совместно с дядей (царём Картли Георгием XI), а впоследствии с братом — царём Картли Кайхосро. В 1708 году Георгий XI был назначен шахом управляющим Керманом (город и область на юго-востоке Ирана), 1709 году Иессе сменил дядю на этом посту после смерти последнего. Получил мусульманское имя Али Кули-Хан. В 1711 году Иессе был назначен начальником персидской артиллерии.

## Первое царствование
В 1714 году, когда Вахтанг (впоследствии Вахтанг VI) отказался сменить вероисповедание, персидский шах Солтан Хусейн (1694—1722) назначил новым царём Картли его брата Иессе.
По вошествии на престол Иессе признал права своего единокровного брата Доментия IV на патриарший престол. В том же году Иессе помог войсками кахетинскому царю Давиду II (Имам Кули-хану) в борьбе с набегами лезгин. Позже, после вступления на трон Кахети Вахтанга VI, Иессе осадил город Телави, но был захвачен в плен и передан племяннику Бакару, которому было передано управление Картли.
В плену с Тбилисском дворце отказался от ислама в пользу христианства. В 1721 году Иессе был помилован Вахтангом VI, ему было возвращено имущество и пожаловано Мухранское владения. В 1723 году шах Ирана Тахмасп II назначил царём Кахети кахетинского царя Константина II (Махмад Кули-хана), который занял Тбилиси. Иессе совместно с Бакаром по просьбе Вахтанга VI отправились в поход по возвращению Тбилиси совместно с персидскими войсками. Город был возвращён, Константин II — пленён, а царский престол в Картли перешёл к Бакару (III).

## Второе царствование
По прошествии времени царь Картли Бакар III восстал против персов, и в 1724 году вновь сменивший религию на ислам (и принявший имя Мустафа; груз. მუსტაფა) Иессе получил трон Картли, хотя фактическим правителем оставался османский паша. Совместно с последним Иессе боролся против Вахтанга VI и Бакара III.

## Личная жизнь
Царь Картли Иессе был дважды женат. В 1712 году первым браком женился на княжне Мариам Капланишвили-Орбелиани (ум. 1714). Дети: Арчил (Абдуллах-Бег) (1713 — ок. 1748), персидский наиб (наместник) Картли (с 1737 года), был женат на Кетеван, (внебрачной?) дочери царя Ираклия I (свояк отца).
В 1715 году вторично женился на Елене (ум. 1745), дочери царя Ираклия I, от брака с которой имел шесть сыновей и двух дочерей. Среди них были:
- Георгий Багратиони (Гассан-Бег), претендент на картлийский трон в 1765 году,
- Теймураз Багратиони (1720—1788), католикос-патриарх Восточной Грузии Антоний I (1744—1755, 1764—1788).

Кроме того, у Иессе были дети от наложниц, в том числе:
- царевич Александр (Исаак-бег) Иессеевич (Евсеевич) Багратиони (1705/1708 — 1773), подполковник русской службы, дед прославленного полководца Петра Ивановича Багратиона, прадед Петра Романовича Багратиона, прапрадед Дмитрия Петровича Багратиона.